# Сазонки
Сазонки — деревня в Дмитровском районе Московской области, в составе Сельского поселения Костинское. Население — 61 чел. (2010). До 2006 года Сазонки входили в состав Гришинского сельского округа.

## Расположение
Деревня расположена в юго-восточной части района, примерно в 15 км на юго-восток от Дмитрова, в верховье реки Камарихи, левого притока реки Яхромы, высота центра над уровнем моря 205 м. Ближайшие населённые пункты — Новое Гришино с Мелихово на юго-востоке, Сбоево на севере и Селевкино с Лотосово на юге.

## Население
| 2002 | 2006 | 2010 |
| ---- | ---- | ---- |
| 5    | →5   | ↗61  |